# Sarah Adler
Sarah Adler, född 1987, är en fransk skådespelare.
Adler har bland annat medverkat i filmerna En doft av kärlek – Pot au Feu och Marie Antoinette.

## Filmografi (i urval)
- 2006 – Marie Antoinette
- 2023 – En doft av kärlek – Pot au Feu